# 金井章次
金井 章次（かない しょうじ、1886年（明治19年）12月1日 - 1967年（昭和42年）12月3日）は、日本の医師、官僚。蒙古聯合自治政府最高顧問。旧姓は倉島。

## 経歴
長野県小県郡住吉村（神科村を経て現上田市）で、倉島称平の四男として生まれ。旧上田藩士・金井広治の養子となる。旧制上田中学（長野県上田高等学校）、第二高等学校を経て、1913年東京帝国大学医学部卒業。1912年同郷の山極勝三郎の病理学研究室に入り、1914年北里研究所に移籍。1920年ロンドン大学に留学、ついで1922年国際連盟事務局保健部に勤務。日本人の海外における風土馴化を研究し、1924年帰国して慶應義塾大学教授。
1930年南満州鉄道の招きで満州に渡り、満州青年連盟理事長代理となる。1931年に満州国が成立すると奉天省治安維持会最高顧問を皮切りに、奉天省総務庁長、浜江省総務庁長、北満特区総務所長、間島省長などを歴任する。1937年に日中戦争が勃発すると蒙古聯合自治政府の最高顧問となる。
1940年には太平洋戦争の開戦問題で軍部と対立して帰国したが、常に憲兵の監視下に置かれ1944年には上田に帰郷。戦後公職追放を経て、『信濃毎日新聞』に蒙古聯合自治政府成立に関する連載を寄稿したり上田紬の復興・保存に尽力したりした。

## 著書
- 『満蒙行政瑣談』創元社、1943年。